# 4460-as busz
A 4460-as jelzésű autóbuszvonal Debrecen és környéke egyik regionális autóbusz-járata, melyet a Volánbusz Zrt. lát el a város és Hajdúböszörmény között.

## Közlekedése
A járat Hajdú-Bihar vármegye és a Debreceni járás székhelye, Debrecen helyközi autóbusz-állomását köti össze a várostól északnyugatra található, szintén járásközpont Hajdúböszörménnyel. A két város közti távolság nem nagy, viszont nagy része városban zajlik, ahol a buszok csak lassan haladnak – bár még mindig gyorsabban, mint a Józsába közlekedő helyi buszok. Debrecent a 35-ös úton hagyja el, Hajdúböszörménynél tér le róla. A városon áthaladó távolsági járatokkal ellentétben a város jelentős részét feltárja, indításai egy része a Kálvin téren, mások a Dorogi utcán fordulnak. Napi fordulószáma magasnak mondható.

## Megállóhelyei
| 0  | Debrecen, autóbusz-állomás végállomás   | 13 | 5, 5A 10, 10A, 10Y, 46, 46H, 46E, 146 1301, 1343, 1344, 1372, 1373, 1374, 1410, 1411, 1432, 1440, 1441, 1443, 1444, 1446, 1447, 1449, 1450, 1501, 4225, 4304, 4323, 4324, 4400, 4401, 4402, 4403, 4405, 4406, 4407, 4408, 4410, 4412, 4413, 4414, 4416, 4420, 4421, 4422, 4423, 4430, 4431, 4432, 4434, 4438, 4440, 4445, 4446, 4450, 4451, 4452, 4453, 4459, 4461, 4463, 4464, 4466, 4475, 4477, 4502, 4506, 4512, 4521 |
| 1  | Debrecen, Nyugati utca                  | 12 | 3, 3A, 4, 5, 5A 10, 10A, 10Y, 13, 17, 17A, 24, 24Y, 25, 25Y, 33E, 33, 34, 35, 35E, 35Y, 36, 42, 42A, 45, 46, 46H, 46E, 125, 125Y, 146, A1 1343, 1344, 1447, 1450, 4450, 4451, 4452, 4453, 4459, 4461, 4463, 4464, 4466 |
| 2  | Debrecen, Hortobágy utca                | 11 | 15, 15Y, 22, 22Y, 34, 35, 35Y, 36 1410, 1343, 1372, 1374, 1446, 1447, 1450, 4450, 4451, 4452, 4453, 4459, 4461, 4463, 4464, 4466 |
| 3  | Debrecen, Böszörményi út                | 10 | 15, 15Y, 21, 22, 22Y, 24, 24Y, 33, 33E, 34, 35, 35E, 35Y, 36, 36E, A1 1301, 1343, 1344, 1447, 1450, 4450, 4452, 4453, 4459, 4461, 4463, 4464, 4466 |
| 4  | Debrecen, ATC                           | 9  | 15, 15Y, 24, 24Y, 34, 35, 35Y, 36 1372, 1373, 1374, 1410, 1411, 1446, 4459, 4461, 4463, 4464, 4466 |
| 5  | Debrecen, Árpád Vezér Általános Iskola  | 8  | 2 10, 10A, 10Y, 11, 15, 15Y, 34, 35, 35E, 35Y, 36, 36E, 36Y 1410, 4459, 4461, 4463, 4464, 4466 |
| 6  | Agrárgazdaság                           | 7  | 34, 35, 35Y, 36, 36Y 4459, 4461, 4463, 4464, 4466 |
| 7  | Debrecen-Józsa                          | 6  | 34, 35, 35E, 35Y, 36, 36E, 36Y 1372, 1410, 1446, 4459, 4461, 4463, 4464, 4466 |
| 8  | Hajdúszentgyörgyi bejárati út           | 5  | 4459, 4461, 4463, 4464, 4466 |
| 9  | Bodaszőlői elágazás, Tócóforrás         | 4  | 4459, 4461, 4463, 4464, 4466 |
| 10 | Hajdúböszörmény, Baltazár utca          | 3  | 1446, 4459, 4463, 4464, 4466, 4479 |
| 11 | Hajdúböszörmény, Kálvin tér             | 2  | 1372, 1374, 1410, 1446, 4459, 4463, 4464, 4466, 4478, 4479, 4481 |
| 12 | Hajdúböszörmény, Bethlen Gábor utca     | 1  | 1446, 4466, 4478 |
| 13 | Hajdúböszörmény, Dorogi utca végállomás | 0  | 1446, 4466, 4478 |